# Acacetină
Acacetina este o flavonă naturală 4′-O-metoxilată derivată de la apigenină și se regăsește în speciile Robinia pseudoacacia (salcâm), Turnera diffusa (damiana), Betula pendula (mesteacăn), și în feriga Asplenium normale.